# Axel Björkman
Axel Hugo Svante Björkman, född 19 juli 1869 på herrgården Skramstad i Gamleby, Kalmar län, död 7 april 1957 i Stockholm, var en svensk ingenjör och brokonstruktör. Han innehade egen byrå för bro- och järnkonstruktioner 1902–1906 och grundade 1906 tillsammans med Henrik G:son Nauckhoff (1877–1946) Cement- och betongbyggnadsbolaget Arcus, som 1911 ombildades till Arcus AB, med Björkman som verkställande direktör.

## Biografi

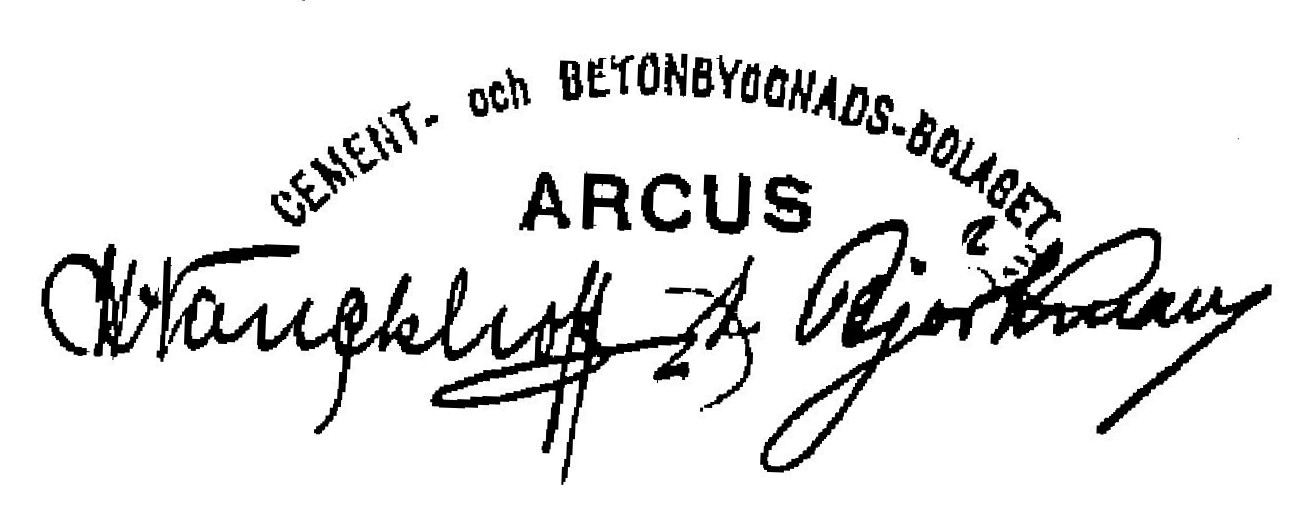
Nauckhoffs och Björkmans namnteckning

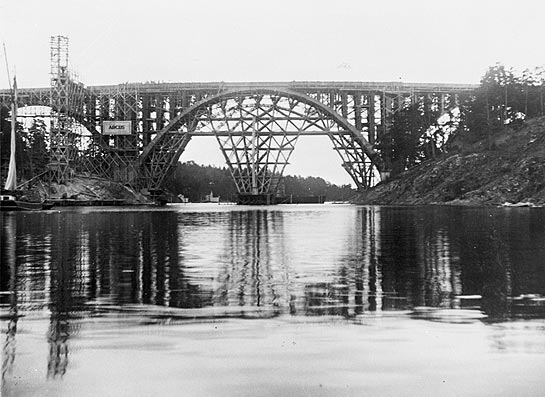
Skurubron under uppförande, 1915.

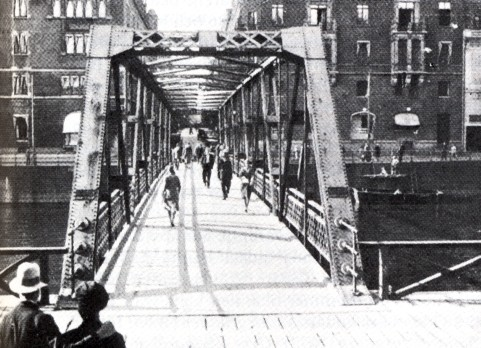
Gamla Riksbron på 1930-talet.

Björkman var son till lantbrukaren och kommunalordföranden Nils Oskar Björkman och Ida Carlström samt kusin till Astrid Björkman. Han var gift med Anna Deutgen (1873–1950), som var dotter till grosshandlaren Feodor Deutgen och Leontine Rydberg.
Björkman tog studentexamen i Västervik 1889 och blev civilingenjör på väg- och vattenbyggnadslinjen vid Kungliga Tekniska högskolan i Stockholm 1893. Han studerade brobyggnadskonst vid Technische Hochschule i Darmstadt i Tyskland 1894–95, var ingenjör hos Gesellschaft Harkort (Brückenbau) i Duisburg 1895–98. Som anställd vid Statens Järnvägars bankonstruktionskontor i Stockholm 1898–1902 var han som Kommerskollegii stipendiat i USA 1899-1890 och var då anställd vid New York Central Railway 1899 och Keyston Bridge Works i Pittsburg 1900. Han innehade egen byrå för bro- och järnkonstruktioner 1902–1906 och grundade 1906 tillsammans med Henrik G:son Nauckhoff (1877–1946) Cement- och betongbyggnadsbolaget Arcus, som 1911 ombildades till Arcus AB, med Björkman som verkställande direktör. Firmanamnet togs från det latinska ordet arcus, ’valvbåge i en byggnad’.
Björkman deltog i kommittéutredningar angående järnkonstruktioner, entreprenadväsendet och betongindustrin samt var ordförande i Svenska betongföreningen 1917–1920. Svenska cementarbetsgivareföreningen 1917–1921 och i Svenska väg- och vattenbyggarnas arbetsgivareförbund 1922–1924 och styrelseledamot i Svenska Teknologföreningen.
Björkman konstruerade över hundra broar, vara flera av betydande storlek. Bland järnbroar märks landsvägsbron över Klarälven vid Munkfors (1902) som med sin spännvidd av 84 meter överträffade alla tidigare utförda broar i landet, järnvägsbron över Storstupet i Ämån i Dalarna (1903) som var den första svenska bågbron av järn för järnväg och den gamla landsvägsbron, Hedenbron, över forsen vid Boden (1912) vars spännvidd 116 meter var den största i Sverige för balkbro. Han byggde samtliga broar på SJ:s västra centralbana och Varbergs-Ätrans järnväg. Vid uppförandet av Årstabron 1925–1929 var han Statens järnvägars sakkunnige.  
Hans förslag till dubbelspårig järnvägsbro över Mälaren mellan Långholmen och Smedsudden i Stockholm kom dock ej till utförande.
Bland hans betongbrokonstruktioner märks landsvägsbroarna över Ljungan vid Njurundabommen (1918) och framför allt Skurubron över Skurusundet mellan Nacka och Värmdölandet (1915) samt Riksbron mellan Norrmalm och Helgeandsholmen i centrala Stockholm (1931). Skurubron var vid sin tillkomst norra Europas största betongbro med ett mittspann på 72 meter och sidobågar på 49 meter samt en höjd av 34 meter. Den väckte omedelbart uppmärksamhet inte bara för sin storlek och sin konstruktion utan också för sin skönhet. Om Skurubron skrev han en artikel i Teknisk tidskrift 1915.
Björkman ritade därutöver också ett stort antal betongkonstruktioner, bland annat för Tekniska museet i Stockholm (1936) och Stockholm stads slakthus i Enskede, lokomotivstallar vid SJ och enskilda järnvägar, Bergslagsbanans maskinverkstäder i Åmål, Svenska Turbinfabriks AB Ljungströms verkstad vid Gåshaga på Lidingö samt pappersbruk och cellulosafabriker. Han konstruerade och ledde gruvbyggnader i Håksberg vid Ludvika och Ställberg vid Ljusnarsbergs socken. Han konstruerade 1922–1923 och fick patent på byggnadssystemet Arco, som kom till användning i byggnader av olika slag.